# Быстров, Сергей Алексеевич
Серге́й Алексе́евич Быстро́в (род. 13 апреля 1957, Поддубье, Калининская область) — российский государственный деятель, федеральный чиновник, спортсмен и спортивный функционер. Президент Федерации триатлона России (2010 — 12.2016); мастер спорта СССР по 5 видам, чемпион СССР, чемпион 7-й олимпиады народов СССР по гребле.

## Биография
Сергей Алексеевич Быстров родился 13 апреля 1957 года в деревне Поддубье Фировского района (ныне Тверской области).
По окончании школы работал слесарем-автомонтажником в войсковой части (1974—1975), затем — помощником станочника, раскряжевщиком древесины в Бологовском леспромхозе (1975—1976, Калининская область).
В 1976—1978 годы проходил срочную военную службу в Военно-Морском флоте СССР. В 1982 году окончил Киевское высшее военно-морское политическое училище. В 1982—1989 годы служил на Северном флоте, достигнув должности заместителя командира атомной ракетной подводной лодки. В 1992 году окончил Гуманитарную академию Вооружённых Сил РФ и одновременно — Российско-американский университет; по декабрь 1992 года служил в Главном штабе ВМФ РФ в Москве.
В 1993—1998 годы работал в финансово-промышленных организациях, промышленных и охранных предприятиях Москвы. В 1998—1999 — первый вице-президент общественной организации «Международная Федерация чемпионов Олимпийских игр» (Москва); с июня по сентябрь 1999 года — председатель совета директоров ЗАО «Финансово-инвестиционная промышленно-строительная корпорация „Исток России“» (Осташков).
В 1999—2001 годы — заместитель губернатора Тверской области. В 2000 году окончил Московский экономико-статистический институт.
С 2001 — советник, с марта 2002 по 2004 год — заместитель министра труда и социального развития РФ. Занимался вопросами определения перспектив развития социально-трудовой сферы, эффективного расходования средств на закупку продукции для государственных нужд, социально-экономического восстановления Чеченской Республики.
Генеральный директор ФГУП «Дороги России», Федерального Дорожного Агентства. Проекты платных автомобильных дорог.
Первый заместитель генерального директора ОАО «Скоростные магистрали» Госкомпании РЖД. Проекты высокоскоростных железнодорожных магистралей (ВСМ).
Директор департамента развития инфраструктуры и экономики Министерства транспорта России.
Генеральный директор ОТД Олимпийских Игр 2014 года в г. Сочи
Генеральный директор дирекции Госкорпарации «Олимпстрой».
Начальник Главка ФГУП ЦПО (Центральное Проектное Объединение) СпецСтроя России при Минобороны РФ.
Участвовал в работе по подготовке и проведению Всемирной летней Универсиады в Казани, зимних Олимпийских Игр в Сочи, сооружении Крымского моста, подготовке и проведению Чемпионата Мира по футболу 2018 года в РФ.
Член Совета Российского Союза Строителей (РСС), председатель комитета по градостроительству, транспортной инфраструктуре и логистике.
Торгово-Промышленная Палата Российской Федерации (ТПП РФ), заместитель председателя комитета по предпринимательству в сфере строительства.
Член Правления Российского Союза Инженеров Строительства (РОИС). Государственный советник Российской Федерации 3-го класса.
- с 2004 года выполнял различные задачи в Министерстве Транспорта,
  - в том числе — заведовал инфраструктурой и логистикой Олимпийских Игр в Сочи[3].
- 2010-12.2016 — Президент РФТ

## Общественная деятельность
Избирался заместителем председателя движения «Союз народовластия и труда». В 1999 году баллотировался кандидатом в депутаты Государственной Думы Федерального Собрания РФ. В 2000 году возглавлял предвыборный штаб кандидата на пост президента РФ В. В. Путина в Тверской области.

## Научная деятельность
В 1996 году защитил кандидатскую, в 2003 — докторскую диссертацию. Академик РАЕН (секция эколого-экономических проблем). Профессор.

### Избранные труды
- Быстров С. А. Надежность совместной деятельности дежурных смен подводных лодок ВМФ в экстремальных условиях : Дис. … канд. психол. наук : 19.00.05. — М., 1996. — 157 с.
- Быстров С. А. Механизмы формирования и реализации инвестиционных программ социального развития региона : Автореф. дис. … д-ра экон. наук : Спец. 08.00.01 / [Рос. гос. гуманитар. ун-т, Каф. экон. теорий]. — М., 2003. — 48 с.
- Быстров С. А. Механизмы формирования и реализации инвестиционных программ социального развития региона : Дис. … д-ра экон. наук : 08.00.01. — М., 2003. — 358 с.

## Награды
- Почётный работник Министерства труда и социального развития Российской Федерации.
- Почётный работник Минтранса РФ.
- Награды от Президента РФ, Председателя Правительства России, Директора ФСБ РФ, Министерств и ведомств, Патриарха Русской Православной церкви, мэра Москвы и Санкт-Петербурга.